# 七尾市立七尾東部中学校
七尾市立七尾東部中学校（ななおしりつ ななおとうぶちゅうがっこう）は、石川県七尾市藤野町にある公立中学校。2010年に七尾市立北嶺中学校、七尾市立涛南中学校を七尾市立東部中学校が吸収する形で生まれた中学校である。

## 歴史
- 2010年（平成22年） - 開校。
- 2024年（令和6年）1月1日 - 能登半島地震が発生。避難所となった[1]。

## 周辺
- 七尾サンライフプラザ
- 七尾城山運動公園
- 鵬学園高等学校